# Nycticebus kayan
Nycticebus kayan is een zoogdier uit de familie van de loriachtigen (Lorisidae). De wetenschappelijke naam van de soort werd voor het eerst geldig gepubliceerd door Munds, Nekaris & Ford in 2013.

## Voorkomen
De soort komt voor in het noordoosten van Borneo.